# 유미선
유미선(1986년 1월 18일 ~ )은 대한민국의 희극 배우이다.

## 학력
- 인덕대학 방송연예과

## 출연작

### 방송
- 코미디에 빠지다 (MBC)
- 코미디의 길 (MBC)
- 7인의 식객 (MBC)

### 영화
- 익스트림 페스티벌 (2023년) - 출판사 직원 역